# حرية

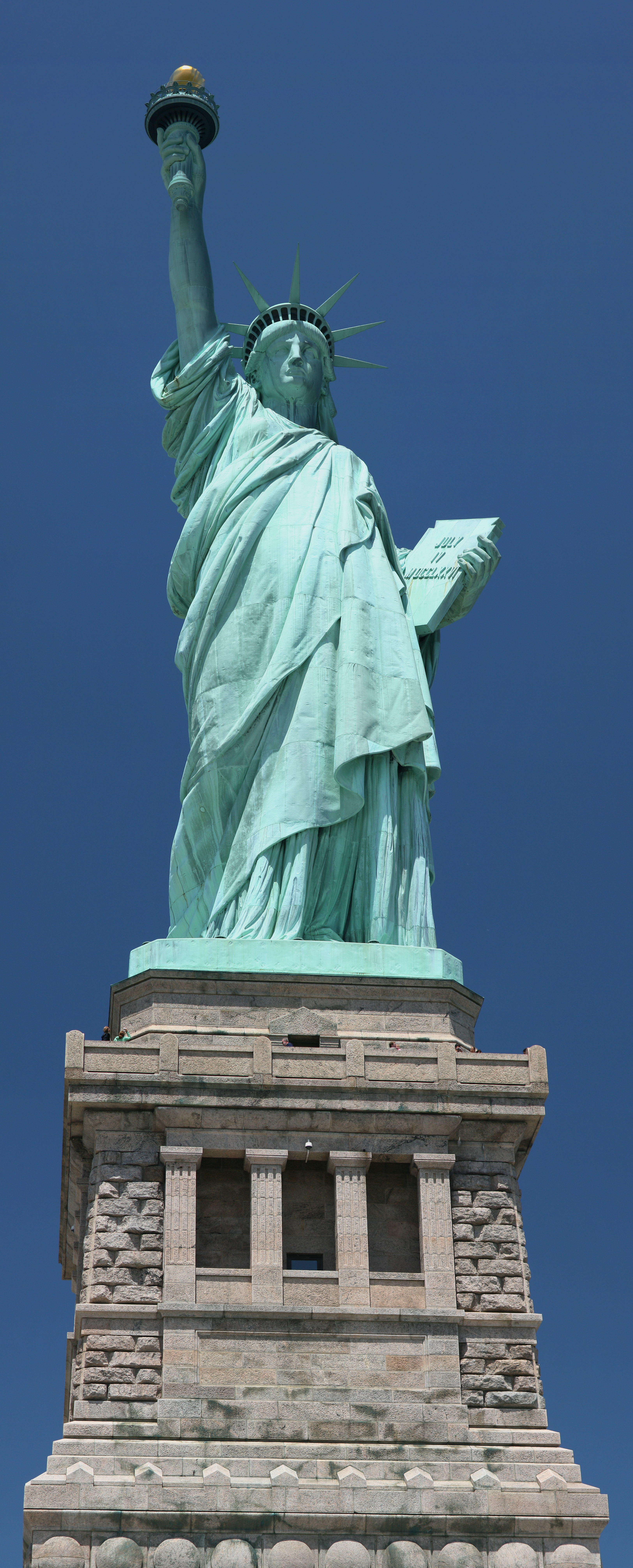
تمثال الحرية في أمريكا

الحرية هي إمكانية الفرد دون أي جبر أو شرط أو ضغط خارجي على اتخاذ قرار أو تحديد خيار من عدة إمكانات موجودة. مفهوم الحرية يعين بشكل عام شرط الحكم الذاتي في معالجة موضوع ما. والحرية هي التحرر من القيود التي تكبل طاقات الإنسان وإنتاجه سواء كانت قيوداً مادية أو قيوداً معنوية، فهي تشمل التخلص من العبودية لشخص أو جماعة أو للذات، والتخلص من الضغوط المفروضة على شخص ما لتنفيذ غرض ما.

## لغة
في اللغة، الحريّة هي مصدر صناعي، مركّب من الصفة المشبّهة «حُرّ»، ومن اللاحقة المصدرية (الياء المشددة والتاء المربوطة) «يّة»، ثم بعد تركيب هذا الاسم، تحوّل من صفة إلى اسم جامد، وحريّة الشعب هي سيادته على نفسه، وحرية التجوّل والتعبير والاعتقاد هي حق الإنسان في اختيار ما يريد وفقاً لاقتناعه واعتقاده.

## تاريخ الحرية السياسية
يعود أصل المفهوم الحديث للحرية السياسة للأفكار الإغريقية عن الحرية والعبودية، فحتى يكون المرء حراً، حسب الإغريق، كان يجب ألا يحكمه سيّد، وأن يعيش كما يريد، ويرتبط هذا المفهوم بشكل وثيق مع مفهوم الديمقراطية عند أرسطو:
علماً أنّ ما سبق كان قد طُبّق على الرجال الأحرار فقط، ففي أثينا على سبيل المثال، لم تمتلك النساء حق الاقتراع أو شغل منصب ما، وكنّ معتمدات قانونياً واجتماعياً على النسيب الذكر.
وتمتّع سكان الإمبراطورية الفارسية ببعض درجات الحرية، إذ أُعطِي المواطنون من جميع الأديان والمجموعات العرقية الحقوق والحرية الدينية نفسها، كما امتلكت النساء ذات حقوق الرجال، وأُلغيت العبودية (عام 550 قبل الميلاد)، وبُنيت جميع قصور ملوك بلاد فارس بجهود عمّال مأجورين، في عصر قام به العبيد عادةً بهكذا أعمال.
وفي الإمبراطورية الماورية البوذية في الهند القديمة، امتلك المواطنون المنتمون لمختلف الأديان والمجموعات العرقية بعض الحقوق في الحرية، والتسامح والمساواة، ويمكن العثور على الحاجة للتسامح على أساس مساواتي في مراسيم أشوكا، والتي تؤكد على أهمية التسامح في سياسة الحكومة العامة، كما يبدو أن أشوكا قد أدان قتل أسرى الحرب أو القبض عليهم، كما لم يُعثر على دليل ملحوظ يشير إلى وجود العبودية في الإمبراطورية الماورية، ولكن، وحسب هيرمان كولكه وديتمار روتيرموند، يبدو أن أوامر أشوكا قد قوبلت بالمقاومة منذ البداية.
كما اشتمل القانون الروماني بعض أشكال الحرية المحدودة، حتى تحت حكم الأباطرة الرومانيين، لكن تلك الحريات كانت قد مُنحت للمواطنين الرومانيين فقط، وقد صمد العديد منها خلال العصور الوسطى، بيد أنها كانت من نصيب طبقة النبلاء حصراً، فلم يتمتع بها المشاع، إذ كان على فكرة الحريات العالمية وغير القابلة للتصرف الانتظار حتى عصر التنوير.

## أيديولوجيات

### الليبرالية
تُعرّف الليبرالية حسب قاموس أكسفورد الموجز للسياسة على أنها «الاعتقاد بأن هدف السياسة يكمن في الحفاظ على الحقوق الفردية وتحقيق أقصى قدر ممكن من حرية الاختيار»، لكن تنبغي الإشارة إلى وجود نقاشات كثيرة حول كيفية التوصل لتلك الأهداف، ويعتمد كل نقاش عن الحرية على ثلاثة مكونات رئيسية: من يتمتع بالحرية؟ وعلامَ تنطوي صلاحيات حريته؟ وما القوى التي تحدّ منها؟
ويجادل جون غراي بأن الاعتقاد الجوهري لليبرالية يتمثل في التسامح والتقبل، إذ يتيح الليبراليون للآخرين حرية قيامهم بما يريدون، مقابل امتلاكهم للحرية ذاتها، ويُعد هذا المفهوم عن الحرية شخصياً أكثر من كونه سياسياً، ويشير ويليام سافاير إلى أن الليبرالية مُهاجَمة من قِبل التيارين اليميني واليساري، إذ يهاجمه اليميني لدفاعه عن بعض الممارسات كالإجهاض، والمثلية الجنسية والإلحاد، بينما يستهدفه التيار اليساري لمناصرته للتجارة الحرة وتفضيله الحقوق الفردية على الجماعية.

### الليبرتارية
يَعتبر مؤيدو الليبرتارية الحرية، حسب موسوعة بريتانيكا، القيمة السياسية الأولى لديهم، وتتضمن مقاربتهم لتحقيق الحرية معارضة أي إكراه حكومي، ما عدا الضروري منه لمنع الأفراد من إكراه بعضهم البعض.

### الحرية الجمهورياتية
بحسب المنظّرين الجمهوريين عن الحرية، أمثال المؤرخ كوينتن سكينر، أو الفيلسوف فيليب بيتيت، ينبغي ألّا يُنظَر لحرية الفرد على أنها غياب التدخل في أفعاله، وإنما عدم الهيمنة عليه، ووفقاً لهذا الرأي الذي يعود أصله لمجموعة القوانين الرومانية، يُعتبر المرء حراً (liber homo) عندما لا يكون خاضعاً للإرادة التعسفية للآخر، أي لسيطرته، كما يقتبس أولئك المنظّرون ميكافيلي، الذي أكّد على وجوب انتماء الفرد لجمعية مدنيّة حرة ذاتية الحكم، أو جمهورية، إذا أراد التمتع بالحريّة الفردية.
وقد أدّت غلبة هذا الرأي عن الحرية على أعضاء البرلمان خلال الحرب الأهلية الإنجليزية إلى نشوء المفهوم الليبرالي للحرية الذي ينطوي على عدم التدخل في شؤون الفرد في كتاب توماس هوبز الحامل لعنوان لوياثان.

### الاشتراكية
يَعتبر الاشتراكيون الحرية وضعاً واقعياً ملموساً، عوضاً عن كونها هدفاً مجرداً بحتاً، فعرّفوها على أنها حالة وجودية يمتلك الفرد فيها الحق في ملاحقة اهتماماته الإبداعية بعيداً عن إعاقة العلاقات الاجتماعية القسرية، وخصوصاً تلك التي يجدنفسه مُجبراً على الالتزام بها كضرورة للبقاء ضمن نظام اجتماعي ما، وبالتالي تتطلب الحرية كلاً من الظروف الاقتصادية المادية التي تجعلها ممكنة، والعلاقات والمؤسسات الاجتماعية التي تقود إليها.
ويرتبط المفهوم الاشتراكي عن الحرية بشكل وثيق مع الرؤية الاشتراكية عن الإبداع والفردية، فيعتبر الاشتراكيون الحرية –متأثرين بمفهوم كارل ماركس عن اغتراب العامل عن عمله وذاته– قدرةَ الفرد على الانخراط في عمل خلّاق بغياب الاغتراب، علماً أن مصطلح «العمل الاغترابي» يشير إلى الأعمال التي يُجبَر الأفراد على القيام بها، بينما يدلّ العمل غير الاغترابي على سعي الأفراد وراء اهتماماهم الخلّاقة الخاصة.

### الماركسية
بالنسبة لكارل ماركس، يمكن تحقيق الحرية الجادة حصراً في المجتمعات الشيوعية التي تتصف بالغنى والغزارة وحرية الوصول، إذ ستلغي ترتيبات اجتماعية كهذه الحاجة للعمل الاغترابي، فتتيح للأفراد ممارسة اهتماماتهم الإبداعية الخاصة، وبالتالي تطوير إمكاناتهم لأقصى حدود ممكنة.
ويترافق ما سبق مع تأكيد ماركس على قدرة الاشتراكية والشيوعية على تخفيض متوسط طول أيام العمل تدريجياً، وزيادة نطاق الحرية، أو وقت الفراغ المتوفر، لكل فرد، لذلك يُعتبر مفهوم ماركس عن المجتمع الشيوعي وحرية الإنسان فردانياً جذرياً.

## المتطلبات الثقافية المُسبقة
اقترح بعض المؤلفين ضرورة وجود ثقافة فاضلة كشرط مسبق للحرية، فصرّح بينجامين فرانكلين أن: «الأشخاص الفاضلين هم الوحيدون المؤهلون للحرية، فبتفاقم الفساد والوحشية في الدول تتزايد حاجتها للسادة.»
وبطريقة مشابهة أعلن ماديسون: «إنه لمن الخيالي افتراض أن أيّ نوع من الحكومات سيؤمن الحرية أو السعادة لشعب لا يمتلك أية فضيلة.»
من جهة أخرى أقرّ جون أدامز: «تم وضع دستورنا ليخصّ الأشخاص الأخلاقيين والمتدينين حصراً، وهو غير ملائم لحكومة أفراد سوى أولئك.»

## الحرية السالبة والحرية الموجبة
مفهوم الحرية السالبة والحرية الموجبة تعود إلى الفيلسوف إيمانويل كانت.
الحرية السالبة أو الشخصية هي إمكانية إتخاذ القرار دون قيود وهي حق طبيعي.
الحرية الموجبة حرية معطاة أو إمكانية معطاة ليستطيع الإنسان ممارسة الحرية السالبة (الشخصية) وهي حق إنساني أساسي.
مثال: إذا كانت الحرية السالبة هي حرية إبداءالرأي مثلا، تكون الحرية الموجبة في هذا المثال: إمكانية استخدام الإعلام مثلا لممارسة هذه الحرية.

## الحرية الخارجية والحرية الداخلية
الحرية الخارجية هي أمر اجتماعي عام وهام وله علاقة كبيرة بالظروف الاجتماعية والسياسية.
الحرية الداخلية هي حالة فردية خاصة مرتبطة بإمكانيات الفرد الداخلية (الشخصية الخاصة)

## الحرية الفردية والحرية الاجتماعية
الحرية الفردية هي حرية قول وإبداء وجهات النظر الخاصة والأراء الشخصية واختيار مكان العيش والعمل أو ما شابه.
الحرية الاجتماعية هي حرية المجتمع كاملاً (تحرير الأرض من الاحتلال مثلا).

## الإرادة الحرة
تعني قدرة الإنسان على التقرير والاختيار وانتخاب إمكانية من عدة إمكانيات موجودة وممكنة. وهذا يعني قدرة الإنسان على اختيار وتعيين حياته الخاصة ورسمها

## نتائج منطلقها الحرية
1- جانب عقلاني وهو التحرر من العقائد (لا أعني الأديان) ومن التحيز، أي الخروج من الذات وفي الحكم (حكم أي إنسان على أي شيء).
2- جانب سياسي وهو تحرير الإنسان من بنيات اجتماعية غير متطورة.
و السهم يوجه هنا بالتحديد نحو فصل مؤسسات الدولة عن المؤسسات العقائدية، وتحديد الدولة ومؤسساتها بحقوق أساسية (دستور) ومراقبة المؤسسات عن طريق فصل السلطات.
والأهم هو حل ارتباط الدولة وشرعيتها بالقوانين العقائدية
والعودة إلى اهتمامات الأفراد كعنصر أساسي وتحقيق هذه العودة من خلال الديمقراطية (شكل الحكم القائم على حق التصويت العادل وبالتالي حكم الأكثرية).

## أفكار متعددة
الحرية أيضا إحدى أهم قضايا الشعوب وهي من أهم الأوتار التي يعزف عليها السياسيون، فالكل يطمح لاستقلال بلاده وأن يكون شعبه حرا في اتخاذ القرارات لمصلحة الشعب أو الجماعة أو المجتمع الذي ينتمي إليه.
يمكن تقديم تعريف عام للحرية يشمل جميع أنواع الحرية الممكنة وهو كما يلي:
«الحرية هي غياب الإكراه»
ولأخذ بعين الاعتبار التعقيد في مجال تعريف الحرية والبرهنة على وجودها أو عدم وجودها نستحضر مقولة الفيلسوف ألن يقول فيها: «إن تقديم حجة على وجود الحرية سيقتل الحرية».
وقد يعترض معترض على أن الحرية توجد بالتعدد وليس بالمفرد:
- ففي مجال الفيزياء مثلا هناك حرية سقوط الأجسام (أي يسقط الجسم بحرية بغض النظر عن كل القوى ما عدا الثقالة)
- وفي مجال السياسية: حرية التجمع والرأي وتكوين الجمعيات...
في الاقتصاد: التبادل الحر (أي التجارة التي لا تخضع لإكراهات جمركية ولفرض الأسعار...
- في الفلسفة: الحرية المعنية هي مفهوم الحرية بصفة عامة، أي كمفهوم بغض النظر عن هذه الوضعية التاريخية الاجتماعية أو تلك، وبهذا المعنى يقول أندري لالاند: «إن فكرة الحرية المطلقة التي يمكن أن ننعتها بالميتافيزيقية، وخاصة في تعارضها مع الطبيعة تقتضي وجود فعل إنساني محرر من جميع العلل»
نستنتج من هذا التعريف: أن الحرية المطلقة هي القدرة على الفعل أو الامتناع عن الفعل في استقلال عن الإكراهات الخارجية والداخلية (أفكار وغرائز وعادات...)
تنحو العديد من الفلسفات والأديان والمدارس الفكرية إلى أن الحرية جزء من الفطرة البشرية فهناك أنفة طبيعية عند الإنسان لعدم الخضوع والرضوخ وإصرار على امتلاك زمام القرار، لكن هذا النزوع نحو الحرية قد يفقد عند كثير من البشر نتيجة ظروف متعددة من حالات قمع واضطهاد وظلم متواصل، أو حالة النشوء في العبودية، أو حالة وجود معتقدات وأفكار مقيدة قد تكون فلسفية أو غيبية أو مجرد يأس وفقدان الأمل بالتغيير.
لكننا لا نعدم أيضا توجهات فكرية فلسفية ودينية تنكر وجود إرادة حرة عند الإنسان وتعتبره خاضعا شاء أم أبى لسلطان قوى طبيعية أو غيبية، فبعض المدارس الفلسفية تعتبر الإنسان جزءا غير منفصل ولامفارق عن الطبيعة بالتالي هو يخضع لجميع القوانين الطبيعية التي تصفها بالحتمية وهذه المدرسة هي ما يعرف بالحتمية Determinism، بالمقابل توجد دائما توجهات ضمن معظم الأديان تعتبر الإنسان مجرد ريشة في مهب الريح لا يملك في قضية تقدير مصيره شيئا. هذه التوجهات تظهر بوضوح في الدين الإسلامي عند الفرق التي توصف بالجبرية، وعند بعض الطرق الصوفية.

## الحريةوالدين
تبرز هنا دائما اشكالية فلسفية دينية في الجمع بين علم الخالق المطلق (حسب الاعتقادات الدينية) وحرية الاختيار الإنساني، هذه القضية وإن كانت دوما مكان جدال مستمر في المدارس الفلسفية المختلفة فإن معظم التوجهات الدينية تنحو إلى مواقف وسطية تثبت العلم المطلق للخالق (و هو أمر لا مفر منه في أي عقيدة دينية) مع حرية اختيار الإنسان (و هو امر لازم لإثبات مسؤولية الإنسان تجاه أفعاله وهذا ما يبرر العقاب الأخروي في العقائد الدينية).

## الحرية في عصر التنوير
حُدد مفهوم الحرية الذي نتفهمه في عصرنا الحالي في عصر التنوير، وكانت الفكرة ببساطة هي التخلص من التعصب للعقيدة والفكرة والتخلص من التعميم والأحكام المسبقة. حسب ايمانويل كانت فإن هذا يعني: خروج الإنسان من سباته العقلي الذي وضع نفسه بنفسه فيه. عن طريق استخدام العقل.

## الحرية في الوجودية
يعتبر الفرد في الوجودية حر ولا نقاش في ذلك، حيث يقول سارتر وألبير كامو ما معناه: ترقد لعنة الحرية على الإنسان شاء هذا أم أبى.
هذه من ناحية اما من ناحية أخرى وأهمها باعتقادي المثيرة للجدل _لان هنالك موضوع شائك وفي نفس الوقت جميل _لان الوجودية هي حرية الفرد والحرية عدم التكبل بالقيود_فكيفك تكون الحرية في الوجودية _الحرية في الحرية)
اذن علينا ان نفهم الوجودية وارتباطها بالحرية _؟الوجودية تيار فلسفي يميل إلى الحرية التامة في التفكير بدون قيود ويؤكد على تفرد الإنسان، وأنه صاحب تفكير وحرية وارادة واختيار ولا يحتاج إلى موجه.وهي جملة من الاتجاهات والأفكار المتباينة، وليست نظرية فلسفية واضحة المعالم، ونظرا لهذا الاضطراب والتذبذب لم تستطع إلى الآن أن تأخذ مكانها بين العقائد والافكار.و تكرس الوجودية التركيز على مفهوم ان الإنسان كفرد يقوم بتكوين جوهر ومعنى لحياته. ظهرت كحركة ادبية وفلسفية في القرن العشرين، على الرغم من وجود من كتب عنها في حقب سابقه. الوجودية توضح ان غياب التاثير المباشر لقوه خارجية (الاله) يعني بان الفرد حر بالكامل ولهذا السبب هو مسؤول عن افعاله الحرة. والإنسان هو من يختار ويقوم بتكوين معتقداته والمسؤولية الفردية خارجاً عن أي نظام مسبق. وهذه الطريقة الفردية للتعبير عن الوجود هي الطريقة الوحيدة للنهوض فوق الحالة المفتقرة للمعنى المقنع (المعاناة والموت وفناء الفرد)؟

## وصلات خارجية
- موقع الحوار المتمدن، كتابة ساخرة حول حرية التعبير في الدول الديكتاتورية، بعنوان: تعديل في نثرية نزار قباني: الحرية بين الأمس واليوم في مقياس الديكتاتور
- زيارة موقع ثمن الحرية
- فيديو عن الحرية في العالم العربي
- موقع منبر الحرية يقدم بعض الدراسات المتعلقة بفلسفة الحرية.